# Holger Geschwindner
Holger Geschwindner, né le 9 décembre 1945, à Bad Nauheim, en République fédérale d'Allemagne, est un ancien joueur, entraîneur et dirigeant allemand de basket-ball. Il évolue durant sa carrière au poste de meneur. Il est le mentor et l'entraîneur personnel de Dirk Nowitzki.

## Biographie
Principalement connu pour avoir révélé et entraîné Dirk Nowitzki depuis ses 16 ans, c'est un spécialiste du shoot. Ayant suivi des études de physique, il a notamment calculé que l'angle optimal d'un tir en extension est de 60 degrés. 
Il collabore régulièrement avec l'équipe de son élève, les Dallas Mavericks, pour améliorer la mécanique de tir de certains de leurs joueurs.

## Palmarès
- Champion d'Allemagne 1967, 1968
- Coupe d'Allemagne 1969, 1983